# Burnt Norton
Burnt Norton – poemat T.S. Eliota, wchodzący w skład jego ostatniego cyklu lirycznego, Cztery kwartety. Został opublikowany jako pierwszy utwór z cyklu w 1941, a następnie wraz z pozostałymi w 1943. Poemat jest refleksją na temat czasu i wieczności.
Tytuł poematu jest nazwą rezydencji w Cotswold Hills w hrabstwie Gloucestershire, którą poeta odwiedził w 1934.